# 池上翔馬
池上 翔馬 （いけがみ しょうま、1984年11月12日 - ）は、日本の元俳優、元タレント。

## 概要
埼玉県出身。趣味は、サッカー・ダンス・書道（4段）・映画鑑賞・スイーツ巡り。開成高等学校、東京大学農学部卒業。現在は東京大学大学院農学生命科学研究科に在学中。愛猫の名前はミルキー。2007年7月1日付けで所属事務所をエクスィードアルファからフォースプリングスに移籍。
大学在学中から俳優活動を行い、また高学歴を生かしてクイズ番組にも出演した。しかし2009年5月15日、所属事務所から「かねてから体調不良での休養に伴い学業にも影響がでてしまい余儀なく芸能活動を休止しておりましたが、当社専属契約を解除し芸能界を離れることとなりました」と発表があり芸能界から引退した。

## 主な出演作品

### 舞台
- ミュージカル テニスの王子様 Advancement Match 六角 feat. 氷帝学園 - 樹希彦 役
- ミュージカル テニスの王子様 Absolute King 立海 feat. 六角 - 樹希彦 役
- ミュージカル テニスの王子様 Dream Live 4th - 樹希彦 役
- ミュージカル テニスの王子様 Dream Live 4th Extra - 樹希彦 役
- 風に成り風に在り - 主演・スサノオ 役
- ミュージカル テニスの王子様 Absolute King 立海 feat. 六角〜Second Service - 樹希彦 役
- 灰とダイヤモンド
- ミュージカル テニスの王子様 Dream Live 5th - 樹希彦 役

### テレビ・ラジオ
- 「プロポーズ大作戦」第2話（フジテレビ）
- 「暗闇から闇へ」（東北新社） - 高田敦 役
- バイラルムービー「みんかぶムービー」（携帯電話サイト配信・webムービー）
- 「敏と直樹と丈二のガッツリナイト」（ラジオ日本） - ゲスト出演
- 「熱血!平成教育学院」（2008年3月2日・6月1日・29日、フジテレビ）

### スチル
- 日本工学院（パンフレット・ポスター・Web）